# Pansexualism
Pansexualismul este un termen care desemnează explicarea tuturor fenomenelor umane prin libido.
Are ca bază cuvântul „pansexual” (din greacă: pan = tot), care reprezintă o sexualitate ce se exprimă în tot.
Termenul provine din psihologia analitică (a lui Carl Gustav Jung) și este folosit mai ales pentru a critica teoriile freudiene. 
Termenul a fost reluat în cursul anilor 2000 de către o mișcare pariziană centrată în jurul personalității extravagante a lui Camille Gabrieli care se reclamă de un nihilism autodestructiv fondat pe porniri sexuale și pe absența totală a vreunei preocupări morale.